# 발곡초등학교
발곡초등학교는 대한민국 경기도 의정부시에 있는 공립 초등학교이다.

## 학교 연혁
- 1998년 1월 15일 - 발곡초등학교 설립 인가
- 1998년 3월 1일 - 발곡초등학교 개교(5학급)
- 1998년 3월 1일 - 발곡초등학교 병설유치원 개원(1학급)
- 1998년 3월 1일 - 초대 이항무 교장 취임
- 1998년 4월 2일 - 학급편성완료(개교기념일 지정)
- 2014년 9월 1일 - 제7대 고혜숙 교장 취임
- 2015년 3월 1일 - 제16회 졸업식(졸업생 198명. 총 3,460명)

## 학교 상징
- 교목(校木) - 주목
- 교화(敎化) - 장미

## 참고 자료
- 발곡초등학교 - 한국교육학술정보원 학교알리미